# Leonti Spafariev
Leonti Vassilievitch Spafariev (en russe : Леонтий Васильевич Спафарьев), né le 19 mai 1766, décédé le 30 novembre 1847.
Lieutenant-général dans la Marine impériale de Russie, il fut directeur de l'administration des phares et cartographe à l'Amirauté russe.

## Biographie
Leonti Vassilievitch Spafariev apporta une large contribution dans l'amélioration de la navigation le long des côtes de Russie. En Russie impériale, les premiers phares furent construits sous le règne de Pierre Ier au début du XVIIIe siècle. L'administration des phares fut créée en 1817, son système s'organisant il devint plus efficace. Cette administration fut créée par la Marine impériale russe, son premier directeur en fut Leonti Vassilievitch Spafariev.
Comme cartographe, l'ouvrage le plus remarquable de Leonti Vassilievitch Spafariev fut l'Atlas du Golfe de Finlande, publié en 1817. Aux États-Unis son nom s'orthographie Spafarieff.

## Lieux portant son nom
- Îles Spafarieff : située en mer d'Okhotsk
- Baie Spafarieff : située sur la côte de l'Alaska

## Sources
- (en) Cet article est partiellement ou en totalité issu de l’article de Wikipédia en anglais intitulé « Leontiy Spafaryev » (voir la liste des auteurs).